# ゴトゴト石
ゴトゴト石（ゴトゴトいし）は、高知県高知市土佐山桑尾にある巨岩。押すと揺れるが、落ちそうで落ちないため、合格や当選祈願で訪れる受験生や政治家にとってパワースポットになっている。高さ約1.5m～2ｍで、重さは数tに及ぶ。
所有者は高知市でなく、地元住民によってしめ縄をかけるなど、管理されている。

## 器物損壊事件
2022年（令和4年）11月28日、観光客からゴトゴト石が動かないと報告があった。市職員が現場で確認したところ、隙間に石が入り込んでいた。また、石には緑色のひもが巻かれ、付近には丸太やジャッキ、手袋が残されていた他、地面に燃えた跡があった。
市の担当者は、何者かが夜間に火をたきながら、工具を使って石を移動させたと推測している。高知県警などは人為的に動かされた可能性もあるとみて経緯を調査した。
2023年（令和5年）12月、高知東警察署は器物損壊容疑で高知県外に住む20代の大学生の男女7人を書類送検した。そして同27日、うち6人について高知区検察庁は高知簡易裁判所に略式起訴した。同簡裁は6人にそれぞれ罰金20万円の略式命令を出した。2024年（令和6年）10月21日に高知区検は残る1人を略式起訴した。
地元の地区会長は機材などで復旧できないか検討しているが、費用面で難しい状況にある。犯人からの謝罪は半年たってもない。

## アクセス
E56 高知自動車道高知インターチェンジから車で40分。ただし、駐車場はない。